# Burt Ward
Bert John Gervis Jr. (Los Angeles, 6 de julho de 1945), mais conhecido como Burt Ward, é um ator estadunidense que interpretou o personagem Robin na série de televisão Batman, entre 1966 e 1968.
Em 2019 o ator voltou a interpretar o personagem Dick Grayson no crossover Crise nas Infinitas Terras. Ele fez uma breve aparição no episódio "Crise nas Infinitas Terras: Parte 1", onde é mostrado que a antiga série do Batman se passa na Terra 616. Na cena Dick Grayson está passeando com seu cachorro quando olha para o céu vermelho de antimatéria e diz “holy crimson skies of death!” ("santo carmin, céus da morte!").
Em janeiro de 2020 Ward foi honrado com uma estrela na Calçada da Fama de Hollywood.